# Disophrys dehraensis
Disophrys dehraensis är en stekelart som beskrevs av Turner 1922. Disophrys dehraensis ingår i släktet Disophrys och familjen bracksteklar. Inga underarter finns listade i Catalogue of Life.